# Gro Solemdal
Gro Solemdal född 23 september 1956 i Norge, är en norsk skådespelare. Solemdal är främst känd för sin roll som Solrun Jensen i TV-serien Hotel Cæsar.

## Filmografi
| År        | Film/TV-serie                               | Roll                                            |
| --------- | ------------------------------------------- | ----------------------------------------------- |
| 1988      | Fengslende dager for Christina Berg         | Bibbi                                           |
| 1990      | I Mumindalen                                | Stinky (säsong 1-3)                             |
| 1991      | Thomas och vännerna                         | Berättare samt ett flertal figurer (säsong 3-5) |
| 1992      | Det perfekte mord                           | Ukjent                                          |
| 1993      | Asil - Lisa gikk til skolen - eller omvendt | Fröken                                          |
| 1994      | Villhesten                                  | Mor til Jørgen                                  |
| 1995      | Mørketid - kvinners møte med nazismen       | Fange i konsentrasjonsleir                      |
| 1996      | Hamsun                                      | Noerholms kokk                                  |
| 1996      | Maja Steinansikt                            | Silvias mor                                     |
| 1998-2000 | Hotel Cæsar                                 | Solrun Jensen                                   |